# اختلال شخصیت پارانوئید
اختلال شخصیت بدگمان یا پارانوئید (به انگلیسی: Paranoid personality disorder) یا به‌طور خلاصه (PPD). این بیماران اغلب متخاصم، تحریک پذیر و خشمگین‌اند. افراد متعصب و جزم اندیش، کسانی که مدارکی دال بر تخلف دیگران از قانون جمع می‌کنند، افرادی که به همسر خود سوءظن دارند، و اشخاص بدعنقی که اهل دعوا و مرافعه اند، اغلب دچار اختلال شخصیت پارانوئید هستند. از آنجایی که تنها اندیشه‌های شخص پارانوید تحت تأثیر این بیماری قرار می‌گیرند، فرد مبتلا به این اختلال معمولاً می‌تواند زندگی روزمره خود را پیش ببرد اما زندگی آن‌ها ممکن است محدود و منزوی باشد.

## همه‌گیرشناسی
میزان شیوع اختلال شخصیت پارانوئید ۵/. تا ۲٫۵ درصد از جمعیت عمومی است. اینگونه بیماران تقریباً هیچ‌وقت خودشان به جستجوی درمان برنمی‌آیند و اگر هم صاحبکار یا همسرشان آن‌ها را برای درمان ارجاع کند، اغلب می‌توانند رنجیدگی خود را پنهان کنند. این اختلال در مردان شایع‌تر از زنان است و به نظر نمی‌رسد الگویی خانوادگی داشته باشد. میزان بروز آن در همجنس‌گراها، برخلاف آنچه قبلاً پنداشته می‌شد، بیشتر از معمول نیست ولی اعتقاد بر این است که در گروه‌های اقلیت، مهاجران، سالمندان بیشتر از جمعیت عمومی است.

## تشخیص
بیماران دچار اختلال شخصیت پارانوئید ممکن است در حین معاینه روان‌پزشکی، رسمی به نظر برسند و از اینکه آن‌ها را مجبور کرده‌اند که از روان‌پزشک کمک بگیرند، ناراحت باشند. تنش عضلانی، ناتوانی از آسوده بودن و منبسط کردن عضلات خود، و نیاز به کاویدن محیط برای یافتن سرنخ‌هایی در آن، ممکن است در این بیماران دیده شود. حالت عاطفی بیمار اغلب جدی و خشک است. برخی از پیش فرض‌های آن‌ها در بحث‌ها و جدال‌هایشان ممکن است غلط باشد، اما تکلمشان منطقی و متضمن مقصود است. در محتوای فکر آن‌ها شواهدی از فرافکنی، پیش‌داوری و گاه افکار انتساب به خود دیده می‌شود.

## ملاک‌های DSM-IV-TR در مورد اختلال شخصیت پارانوئید
الف) بی‌اعتمادی و شکاکی نافذ و فراگیر نسبت به دیگران به‌طوری‌ که انگیزه‌های افراد را شرارت آمیز تلقی کند. این حالت باید از اوایل بزرگسالی شروع شده باشد و در زمینه‌های مختلف به چشم بخورد، که علامت‌اش وجود حداقل چهار تا از موارد زیر است:
1. بدون دلیل کافی، شک داشته باشد که دیگران دارند او را استثمار می‌کنند، به وی ضرر می‌رسانند، یا سرش کلاه می‌گذارند.
2. آن‌ها فقط شک و تردیدهای خاص خودشان را قبول دارند و به هیچ‌وجه با دلیل و منطق نمی‌توان آن‌ها را راضی نمود و همیشه با عقل و منطق در ستیز هستند.
3. مشغولیت دائم ذهنیش، شکی اثبات نشده در مورد وفاداری یا قابل اعتماد بودن دوستان و اطرافیانش باشد.
4. به دلیل ترسی ناموجه از اینکه اطلاعاتی را به دیگران می‌دهد مغرضانه ضد خودش بکار ببرند، از اطمینان کردن به دیگران اکراه داشته باشد.
5. در پس اظهار نظرهای بی‌غرضانه یا اتفاق‌های بی‌خطر، معانی تحقیر‌کننده یا تهدیدکننده پنهانی بیابد.
6. همیشه دلخور و ناخشنود باشد، یعنی اگر کسی توهین کرده باشد، صدمه‌ای رسانده باشد، یا بی‌احترامی‌کرده باشد هیچ‌وقت او را نبخشد.
7. با کوچک‌ترین چیزی احساس کند به شخصیت یا اعتبارش لطمه وارد شده‌است، و در صورتی که دیگران چنین معنایی را در آن چیزها به‌طور آشکار نیابند؛ فوراً واکنشی خشمگینانه نشان دهد یا به مقابله بپردازد.
8. مکرراً و بدون هیچ دلیل به وفاداری همسرش شک کند.
9. اکثر اوقات احساس می‌کند توسط اشخاصی تحت نظر است، مانند اینکه تحت تعقیب است یا تلفن او شنود می‌شود.

## خصایص بالینی
خصیصه بنیادین اختلال شخصیت پارانوئید، شکاکیت و بی‌اعتمادی به دیگران است که تظاهرات آن به صورت تمایلی است نافذ و ناموجه برای تفسیر اعمال دیگران به اعمالی که گویا به قصد تحقیر یا تهدید بیمار انجام شده‌است. این تمایل در اوایل بزرگسالی شروع می‌شود و در زمینه‌های مختلفی نمایان می‌گردد. افراد مبتلا به این اختلال تقریباً همیشه منتظر آن‌اند که دیگران به طریقی آن‌ها را استثمار کنند یا به آن‌ها ضرر برسانند. آن‌ها در بسیاری از اوقات بی هیچ توجیهی، در وفاداری یا صداقت دوستان و همکاران خود تردید می‌کنند. اغلب حسادت مرضی دارند و در وفاداری همسر خود بی‌دلیل شک می‌کنند. اینگونه بیماران در واقع احساسات خودشان را برون‌سازی می‌کنند و دفاع مورد استفاده آن‌ها فرافکنی است، یعنی تکانه‌ها و افکاری را که خود دارند و برایشان غیرقابل قبول است، به دیگران نسبت می‌دهند. افکار انتساب به خود و خطاهای ادراکی‌ای که قابل دفاع منطقی است، در این بیماران شایع است.
بیماران مبتلا به این اختلال، حالت عاطفی محدودی دارند و به نظر می‌رسد فاقد هرگونه احساس و هیجانی باشند. بسیار کینه‌ای بوده و اهل بخشش نیستند. آن‌ها از اینکه مستدل و عینی می‌اندیشند، به خود می‌بالند، حال آنکه چنین نیست. این‌ها آدم‌های گرمی نیستند و قدرت و منزلت افراد آن‌ها را تحت تأثیر قرار می‌دهد و به آن دقیقاً توجه دارند و اگر کسی را ضعیف و بیمار بیابند، یا ببینند که اختلال یا نقصی در وضع و حالش وجود دارد، به وی با دیده تحقیر می‌نگرند. افراد مبتلا به اختلال شخصیت پارانوئید ممکن است در موقعیتهای اجتماعی، آدمهایی فعال و کارا به نظر برسند، حال آنکه اغلب دیگران را فقط می‌ترسانند یا افراد را به جان هم می‌اندازند.

## تشخیص افتراقی
اختلال شخصیت پارانوئید از اختلال ملال پیش از قاعدگی اغلب بر این اساس قابل افتراق است که هذیان تثبیت شده‌ای در اختلال شخصیت پارانوئید وجود ندارد. از ملال پیش از قاعدگی بانوان بدگمانانه (پارانوئید) قابل افتراق است، چون در اختلالات شخصیت توهم و اختلال در شکل (فرم) فکر وجود ندارد. از اختلال شخصیت مرزی نیز قابل افتراق است، چون بیماران پارانوئید به ندرت می‌توانند مثل بیماران مرزی، روابط بیش از حد مداخله جویانه و آشفته با دیگران برقرار کنند. سابقه درازمدت رفتار ضداجتماعی هم که در شخصیت ضد اجتماعی دیده می‌شود، در بیماران پارانوئید وجود ندارد. افراد مبتلا به اختلال شخصیت ناپایدار اجتماعی نیز افرادی منزوی و نجوش‌اند، ولی افکار بدگمانانه ندارند.

## سیر و پیش آگاهی
هیچ گونه مطالعه درازمدت مکفی و منسجمی در مورد اختلال شخصیت پارانوئید صورت نگرفته‌است. اختلال شخصیت پارانوئید در برخی از بیماران، مادام‌العمر بوده و در برخی دیگر بهبود می‌یابد. برخی دیگر نیز با پخته شدنشان یا با کاهش فشارهای روانیشان، صفات بدگمانه خود را وارونه‌سازی می‌کنند و به این ترتیب به افرادی بدل می‌شوند که توجهی درخور به اخلاقیات و نوعدوستی از خود نشان می‌دهند. اما بیماران دچار اختلال شخصیت پارانوئید در مجموع تا آخر عمر در کار و زندگی با دیگران مشکلاتی خواهند داشت. مشکلات شغلی و زناشویی هم در این بیماران شایع است.

## درمان

### روان‌درمانی
درمان انتخابی، روان درمانی است. درمانگر در تمام برخوردهایی که با این گونه بیماران دارد، باید کاملاً صریح و روراست باشد. اگر به دلیل تناقض یا اشتباهی _مثلاً دیر کردن در جلسه رواندرمانی_ قصوری متوجه درمانگر شد، بهتر است صادقانه عذرخواهی کند، نه که در دفاع از خود به توجیه بپردازد. درمانگر باید همواره به خاطر داشته باشد که اعتماد و تحمل روابط صمیمانه برای بیماران مبتلا به این اختلال مشکل است؛ لذا در رواندرمانی فردی، درمانگر باید رفتاری جدی در پیش بگیرد و زیادی با بیمار گرم نگیرد. اگر بالینگر به‌خاطر اشتیاق مفرطی که خود دارد، از تفسیر _به ویژه در مورد احساس وابستگی شدید بیمار، مسائل جنسیش و آرزویش برای داشتن روابط صمیمانه_ بیش از حد استفاده کند، بی‌اعتمادی او را به نحو چشمگیری افزایش خواهد داد. بیماران پارانوئید معمولاً در گروه درمانی خوب عمل نمی‌کنند، با این حال رواندرمانی گروهی برای ارتقای مهارت‌های اجتماعی و کاهش شکاکیت آن‌ها از طریق ایفای نقش می‌تواند مفید باشد. بسیاری از این بیماران رفتاردرمانی را هم که برای پرورش مهارت‌های اجتماعی به کار می‌رود، ممکن است مزاحم و مداخله‌گر بیابند و تحمل نکنند.
گاه رفتار بیماران مبتلا به اختلال شخصیت پارانوئید به قدری خطرناک و تهدیدکننده است که لازم می‌شود درمانگر آن را مهار کند یا محدودیت‌هایی برایش وضع کند. با تهمت زدن‌های هذیانی بیمار باید واقع بینانه، اما آرام و به نحوی غیر تحقیر آمیز برخورد کرد. بیماران پارانوئید اگر در مقابل کسی که می‌خواهد به آن‌ها کمک کند، ضعیف و درمانده باشند، عمیقاً وحشت زده می‌شوند؛ لذا درمانگر هیچ‌وقت نباید کاری کند که بیمار خیال کند او می‌خواهد بر وی مسلط شود، مگر آنکه هر دو طرف بر سر آن به توافق رسیده باشند و قادر به انجام آن باشند.

### دارودرمانی
برای مقابله با سراسیمگی و اضطراب این بیماران، دارودرمانی مفید است. در اکثر موارد داروی ضداضطرابی مثل دیازپام کافی است. اما گاه از آنتی کانوالسانت‌ها به مقدار کم و به مدتی کوتاه استفاده شود تا سراسیمگی شدید یا افکار نیمه هذیانی آن‌ها قابل تدبیر باشد. معمولاً در درمان دارویی موفقیت چمشگیری مشاهده شده‌است.

### کتابشناسی
- هارولد کاپلان و بنیامین سادوک، چکیده روان‌پزشکی بالینی، ترجمه فرزین رضاعی. تهران: ارجمند. ISBN 9789644961762